# 今年不回家
《今年不回家，有你就有家》（英文：Love From Kampung）是一部由小华执导的2017年马来西亚贺岁电影。这也是首次林德荣从未投资出品而自己拍摄的电影
。

## 演员

### 主要角色
| 演员   | 角色   | 昵称／关系 |
| 林德荣 | 李德   | Tony Peter的父亲 Lisa的老婆，后离婚，最后还变成Ada的男朋友 黄师傅之养子，之前和黄师傅不和，后和好 从事殡葬行业 本来没有回来拜年，过后因为Peter的事件后才回来拜年 |
| 陈浩然 | Henry  | |
| 陈子颖 | Carmen | 本来没有回来拜年，过后因为她拍摄裸照的事件后，也同时后悔她加入娱乐圈的时候，对母亲的无礼才回来拜年                                                               |

### 李家
| 演员   | 角色   | 昵称／关系 |
| 林德荣 | 李德   | Tony Peter的父亲 Lisa的老婆，后离婚，最后还变成Ada的男朋友 黄师傅之养子，之前和黄师傅不和，后和好 从事殡葬行业 本来没有回来拜年，过后因为Peter的事件后才回来拜年 |
| 叶清方 | 黄师傅 | Tony之养父，之前和Tony不和，后和好 |
| 张文盈 | Ada    | Ada姨姨（Peter专用） |
| 曾重凯 | 李彼得 | Peter、Peter仔 |

### B字母开头的家
| 演员   | 角色                | 昵称／关系                                                                                         |
| 陈沛江 | Brian               | Brandon的哥哥 后为了Peter这个孩子而决定拿掉一笔家产，后失败 因为绑架Peter而被警方逮捕              |
|        | B字母开头兄弟的父亲 | 拥有拿督斯里头衔 Brian和Brandon的父亲 逝世之前立下了一份和Peter抚养权有关的遗嘱 最后不敌病魔而逝世 |

## 关于电影名字
马特威电影（Metrowealth）创办人张秋发（Mejar K David Teo）说，这是公司的第一部华语电影，也是第一部贺岁电影。原本这部电影名为《今年不回家》，可是因为他看了小华导演取的电影名称《今年不回家》有点不满意，因为张秋发认为过年孩子必须要回家，哪有人会有如此好像电影名称一样不回家。因此小华导演做了改正，把电影名称再加了几句，就变成《今年不回家，有你就有家》。张秋发再看了后，觉得很满意，因此把这部贺岁片的名称取了这部电影名称
。

## 資料來源
1. ↑  . 馬來西亞東方日報. 2017-02-01  [2018-07-30]. （原始内容存档于2018-07-30） （中文（简体））.
2. ↑  . 光華日報. 2017-01-09  [2018-07-30]. （原始内容存档于2018-07-30） （中文（简体））.

## 外部連結
- 豆瓣电影上《今年不回家》的資料 （简体中文）